# Burg Tallard

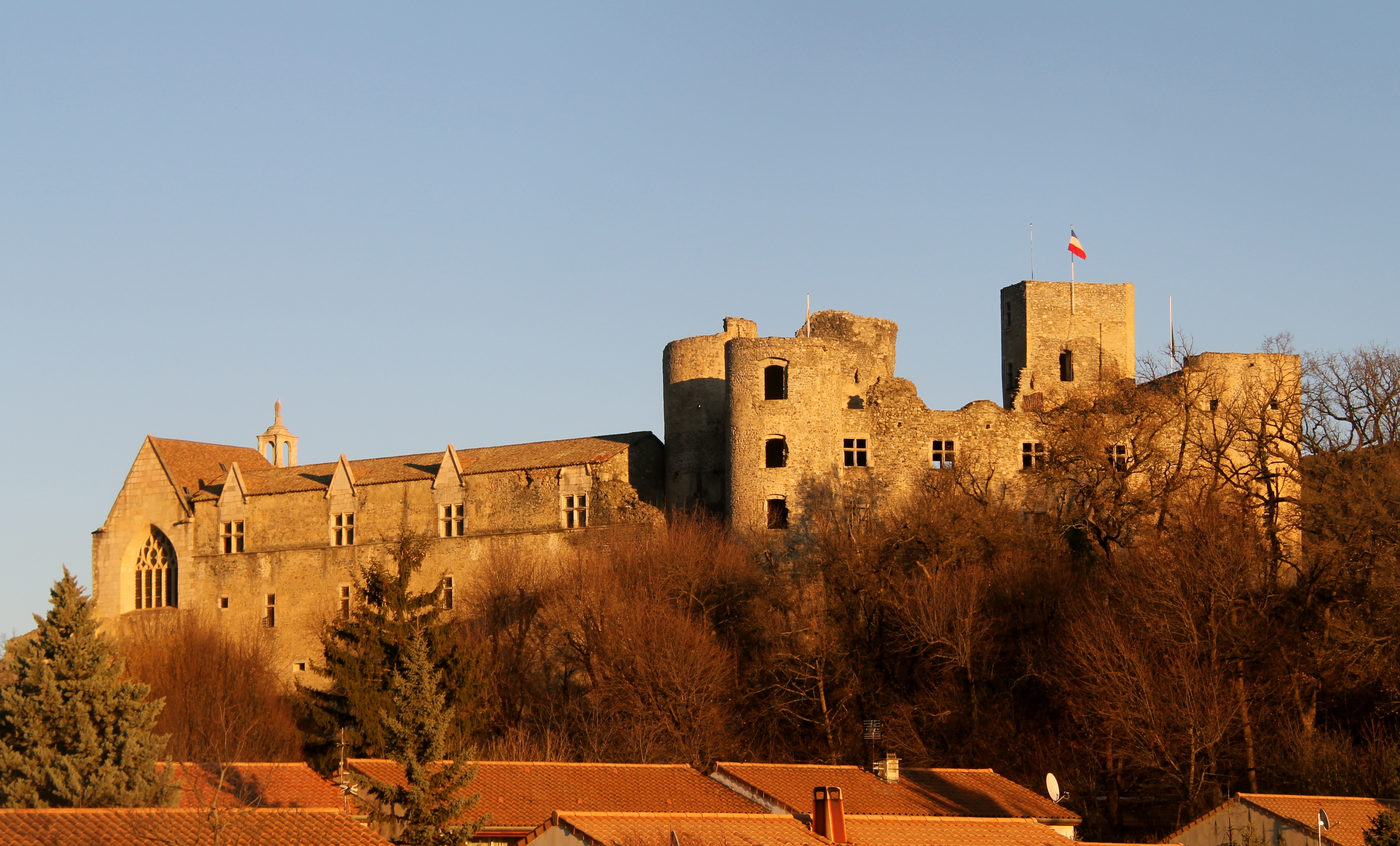
Burg Tallard

Die Burg Tallard ist eine alte Befestigung, deren Ursprung bis ins 10. Jahrhundert zurückreicht. Sie steht in der französischen Gemeinde Tallard im Département Hautes-Alpes in der Region Provence-Alpes-Côte d’Azur.

## Lage
Die Burg liegt auf einem Steilhang der Durance-Ebene am östlichen Rande des Ortes Tallard.

## Geschichte
Seit dem 10. Jahrhundert stand Tallard unter dem Schutz der Fürsten von Orange und blieb es bis 1215, als diese das Land an die Ritter des Johanniterordens abtraten. Diese errichteten dort eine kleine Kastellburg an der Stelle der heutigen Burg, bevor sie diese 1322 an Arnaud de Trians gegen seine Ländereien in Sizilien eintauschten. Er wurde der erste Herr von Tallard und baute aus dem bestehenden Gebäude eine Burg, darunter den heute ausgehöhlten Donjon und das Wohnhaus, das zur Zeit restauriert wird.
Im Jahr 1326 wurde Tallard durch die Angliederung von sieben umliegenden Gemeinden zu einer Vizegrafschaft.
Bernardin de Clermont, ein Nachkomme von Arnaud de Trians, heiratete 1496 Anne de Husson, eine reiche Erbin und Gräfin von Tonnerre. Diese Verbindung ermöglichte es ihm, die alte Burg zu einem Wohnsitz umzugestalten, indem er den Vorhof mit seinem langen Gardesaal, die herrschaftliche Kapelle im Flamboyantstil, das Eingangsschlösschen und den Park La Garenne hinzufügte und das Wohnhaus mit Marmor und Decken à la française ausschmückte.
Ab 1562 führten die Religionskriege dazu, dass die Clermonts für mehr als zwanzig Jahre ins Exil gehen mussten. Die Burg wurde dadurch zum Schauplatz zahlreicher Kämpfe und weckte die Begehrlichkeiten von François de Bonne, Duc de Lesdiguières, dem Kriegsherrn der Protestanten.
Die geschwächte Bergfestung wurde 1600 von Étienne de Bonne d'Auriac aufgekauft, der sie restaurierte. Seine Nachkommen, Camille d’Hostun (1652–1728), Erbe Tallards über seine Mutter, Marschall von Frankreich unter Ludwig XIV., wurden der neue Besitzer. Der Marschall wurde 1712 zum Duc d‘Hostun und 1715 zum Pair de France ernannt – da war die Burg, die 1692 von Viktor Amadeus II., Herzog von Savoyen, und seine Truppen das Schloss niedergebrannt worden war, bereits aufgegeben.
Bis 1897, als Joseph Roman, ein Historiker und Archäologe, die Burg aufkaufte, war die Burg Tallard dem Verfall preisgegeben. Im selben Jahr wurde die die Kapelle per Erlass zum Monument historique erklärt, gefolgt von zwei weiteren Erlassen zum Denkmalschutz (1958 und 1969).
1927 wurde das Schloss an die Gräfin Blanche de Clermont Tonnerre verkauft, die es bis zu ihrem Tod im Jahr 1944 wiederbelebte. Das Schloss fiel als Erbe an ihre Großnichte Marie Christine von 'halten konnte. In den 1950er Jahren wurde das Bewusstsein für die Erhaltung dieses Erbes durch den neuen Pfarrer von Tallard, Richard Duchamblo geweckt. Die Gemeinde Tallard kaufte das Schloss 1957.
1958 wurde der Corps des Gardes unter Denkmalschutz gestellt, wodurch eine Phase der Restaurierung eingeleitet wurde, die unter der Schirmherrschaft des Comité de sauvegarde du château de Tallard, einem Ableger der Société d'Études des Hautes-Alpes, durchgeführt wurde.
1964 wurde ein 99-jähriger Erbpachtvertrag unterzeichnet, der die Société d'Études ermächtigte, ihre Restaurierungs- und Schutzarbeit fortzusetzen: Das Schloss wurde 1969 in seiner Gesamtheit unter Denkmalschutz gestellt.
1985 unterzeichneten Vertreter des Malteserordens eine Absichtserklärung zur Nutzung der Burg für Projekte zur Geschichte des Ordens, die aber vom Orden selbst wieder zurückgezogen wurde. Das Projekt wurde 2012 aufgegeben und die Gemeinde Tallard übernahm wieder die volle Verfügung über die Burg.

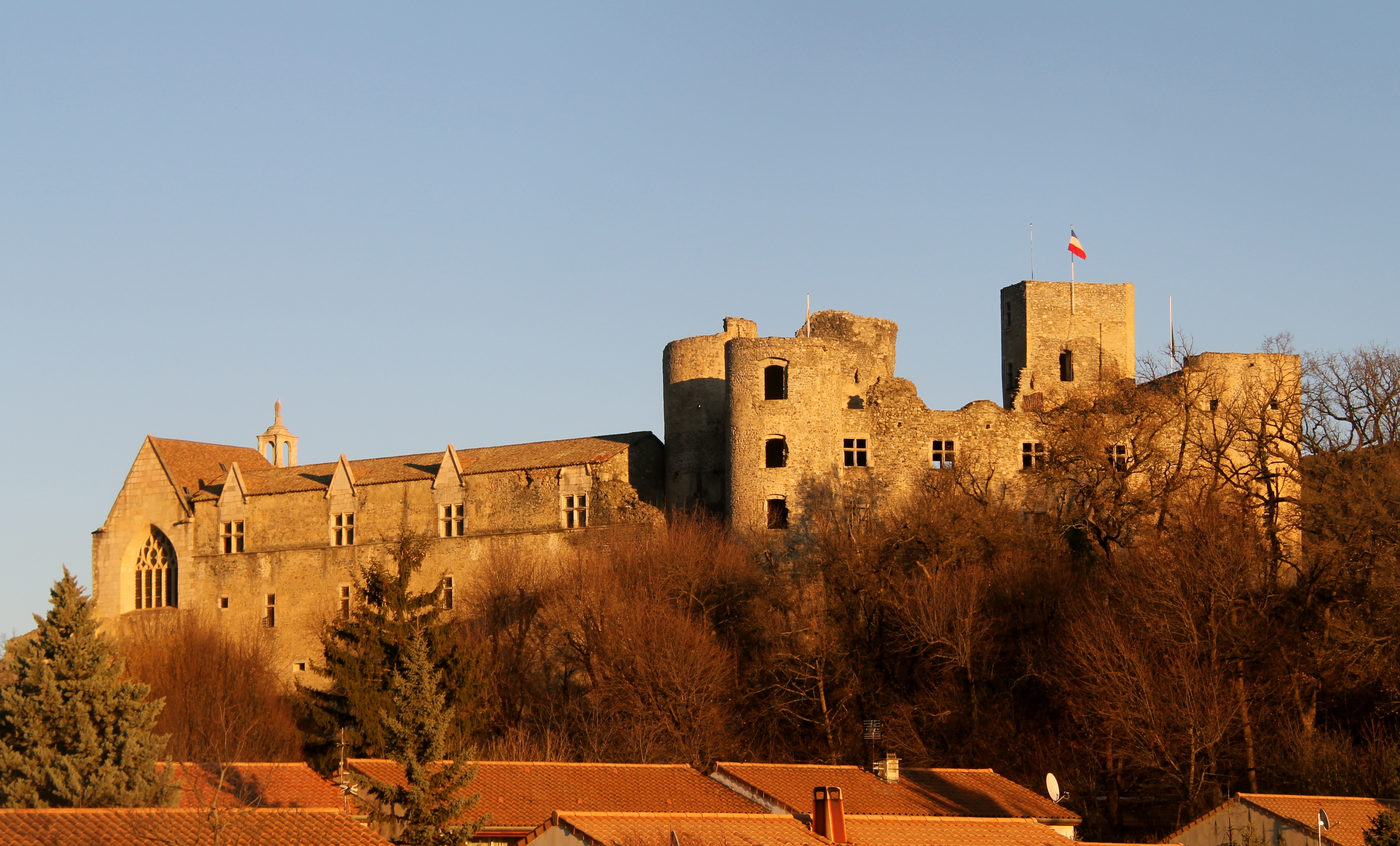
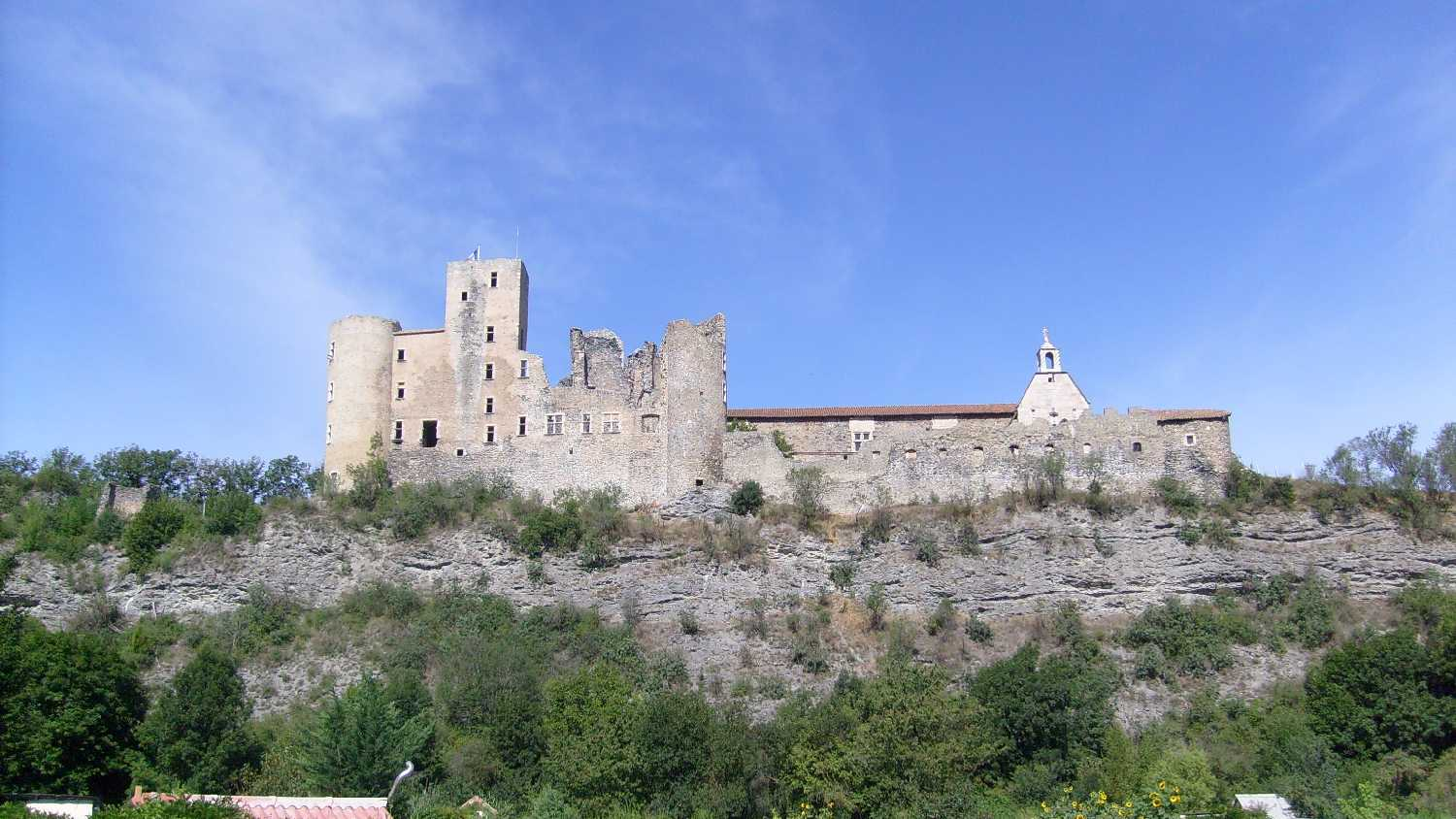
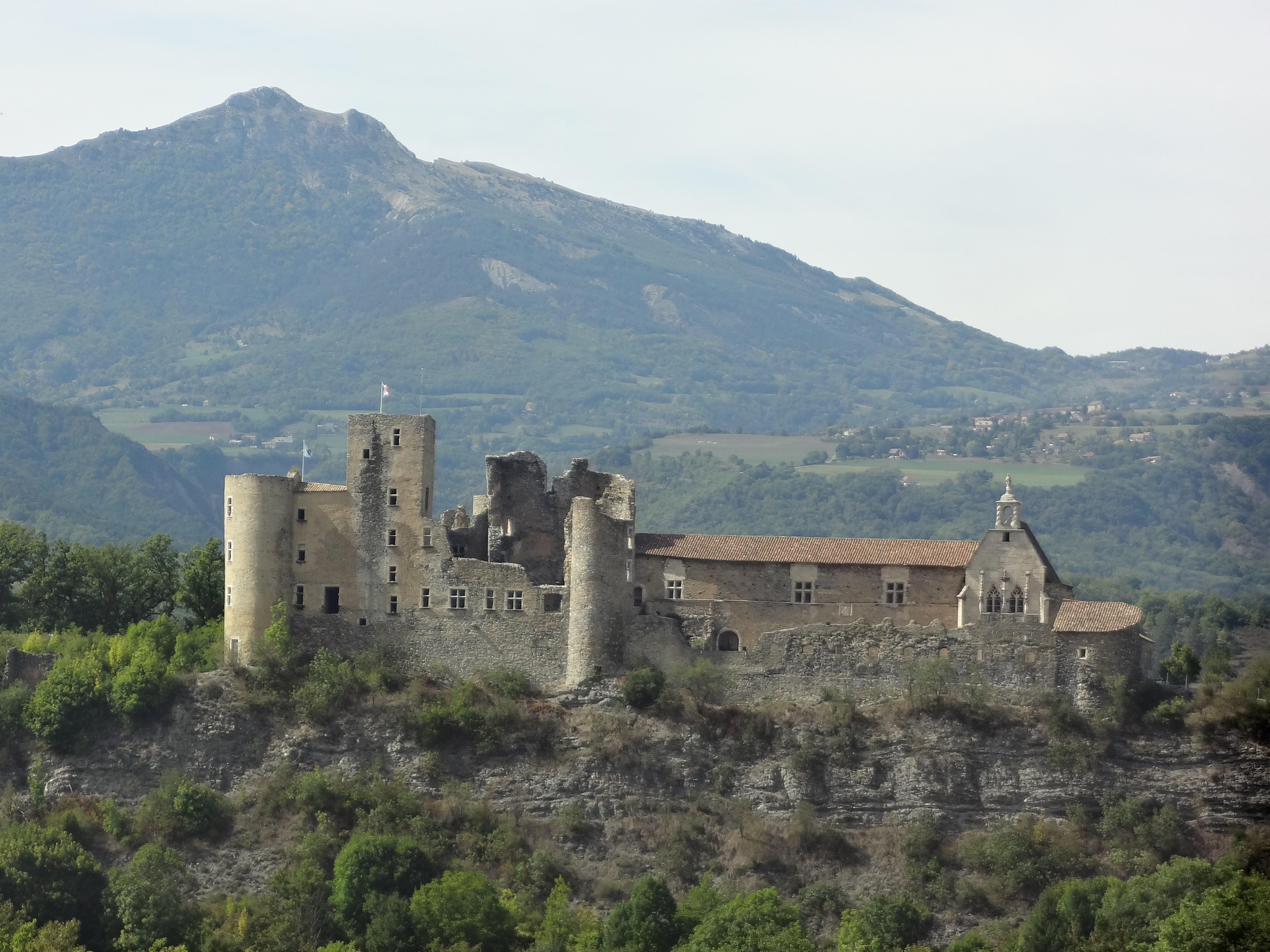
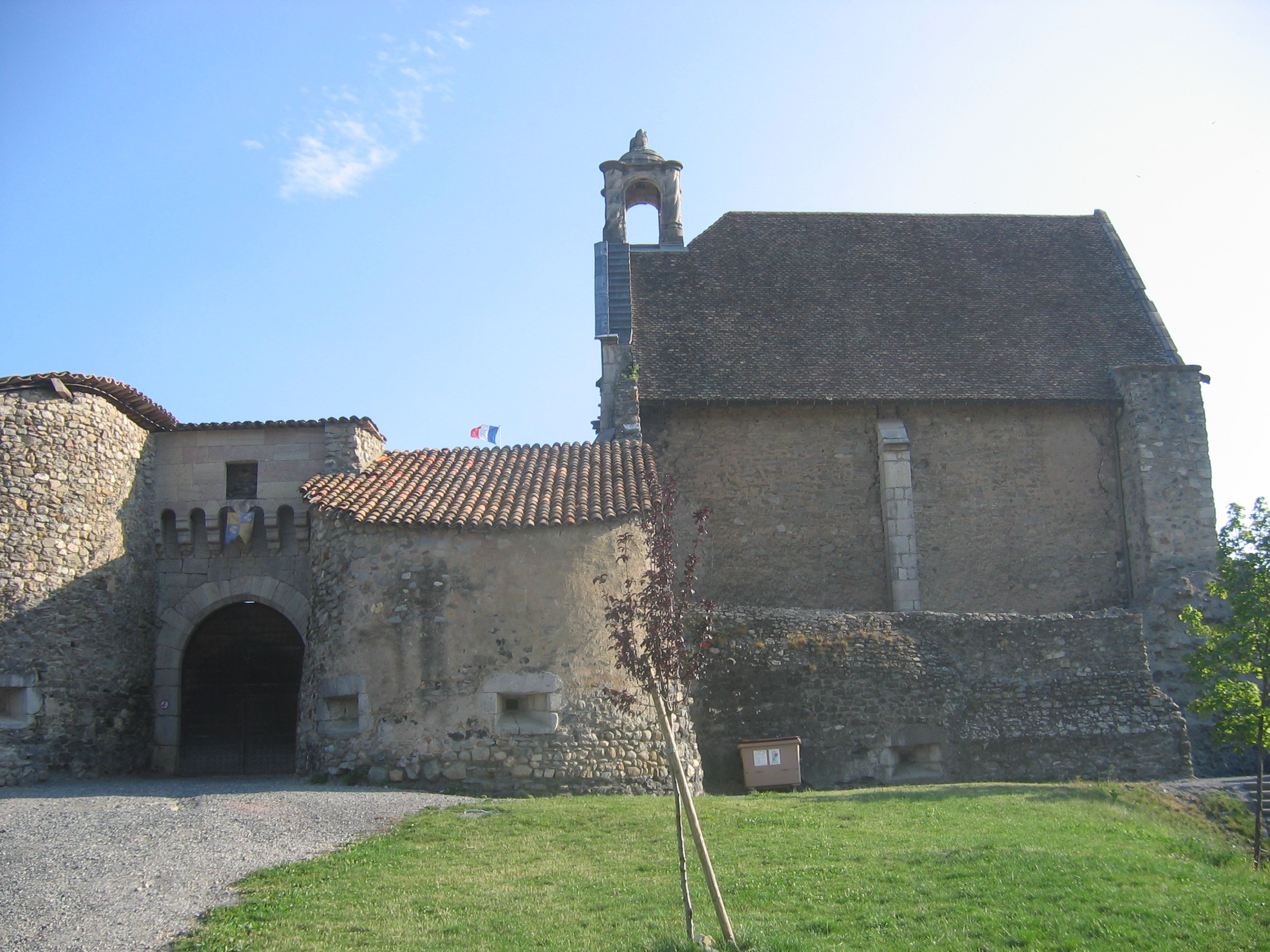
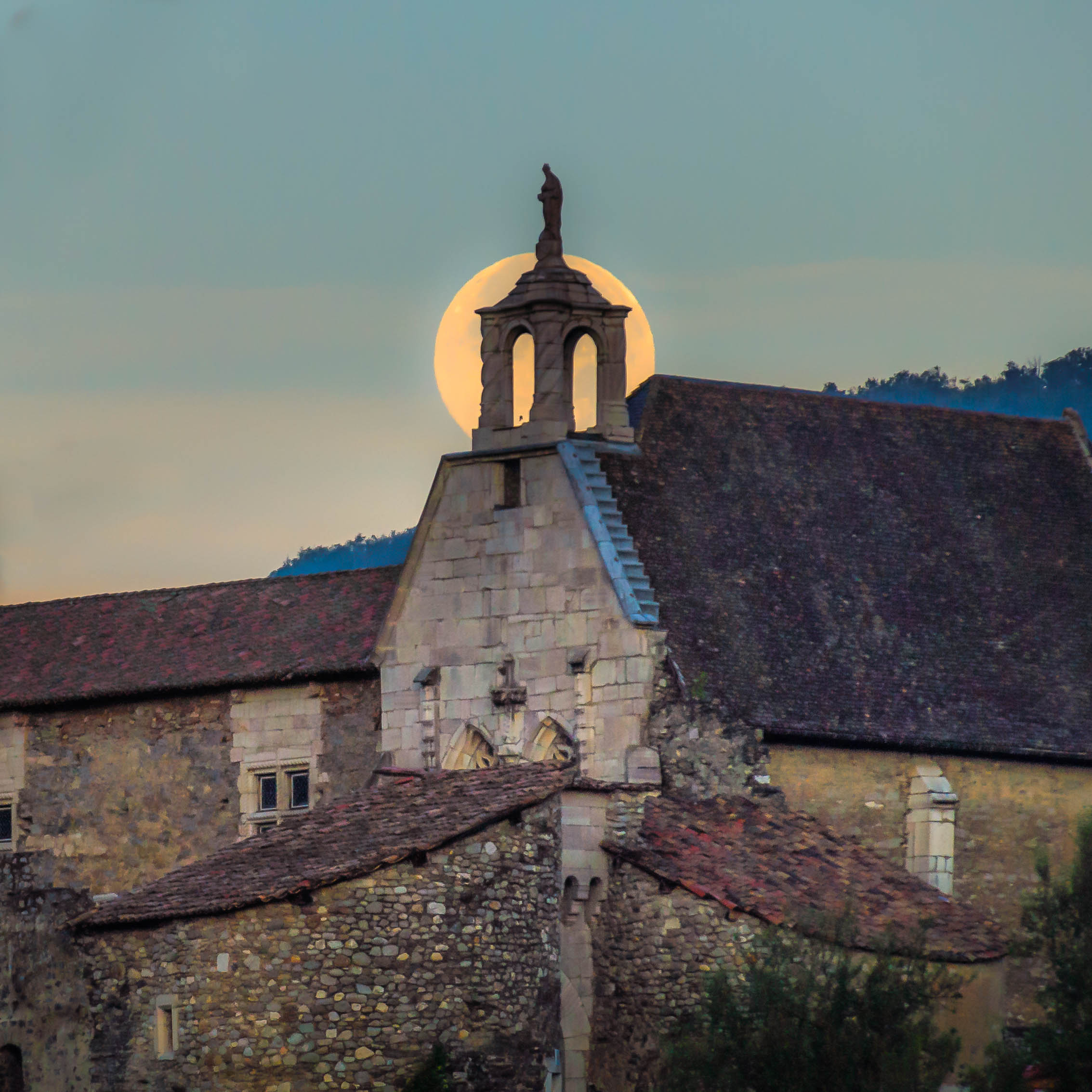
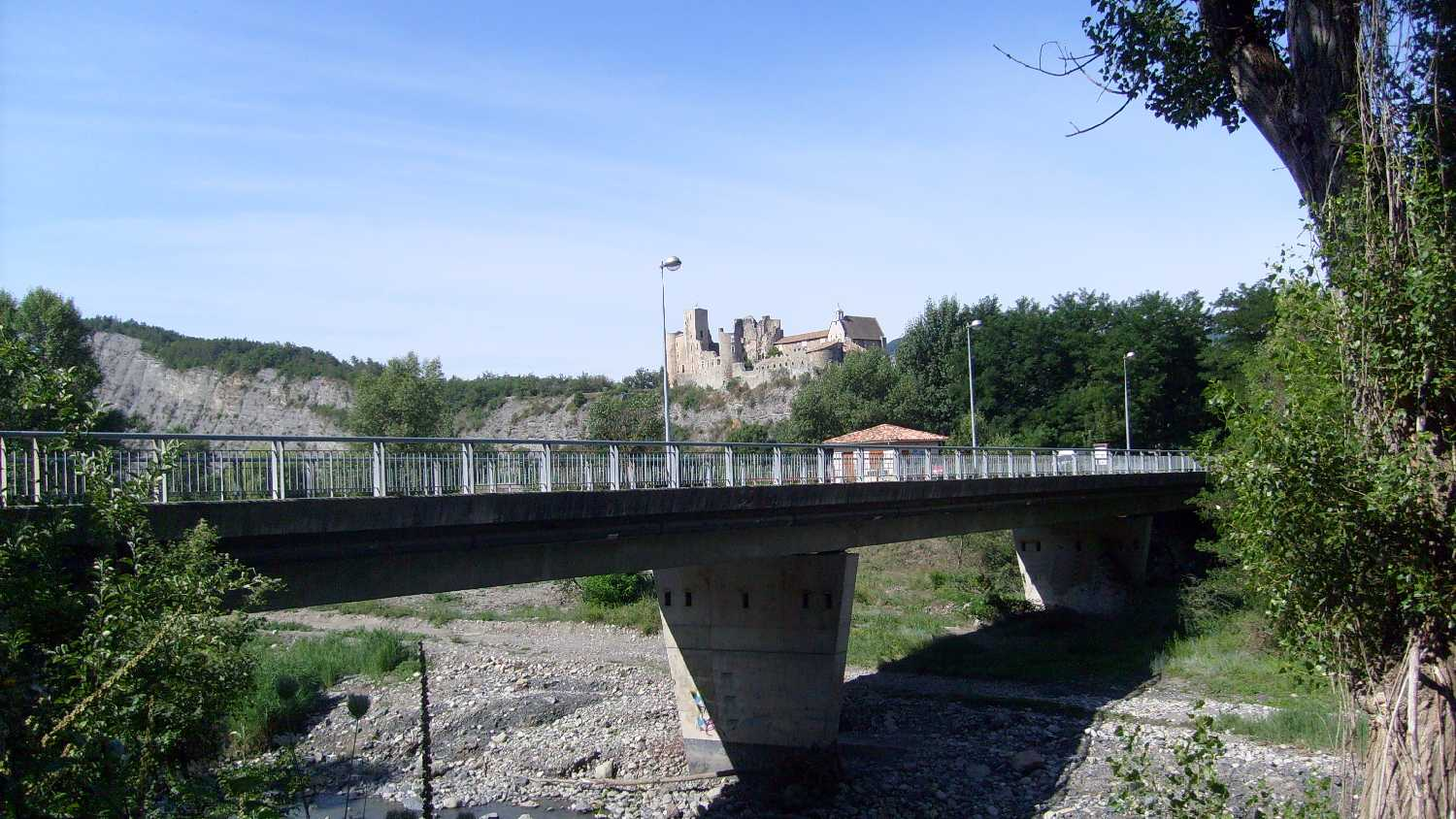